# Bitwa pod Tolentino
Bitwa pod Tolentino – bitwa, miała miejsce 2-3 maja 1815 roku i była decydująca w całej wojnie austro-neapolitańskiej, konfliktu podczas 100 dni Napoleona, w ramach wojen napoleońskich.
Stronami konfliktu byli: chcący utrzymać się na tronie król Neapolu – Joachim Murat – oraz wrogie mu Cesarstwo Austriackie. Po Kongresie wiedeńskim przeciwnicy Napoleona Bonaparte nie gwarantowali Muratowi prawa do tronu królewskiego. Przegrana Murata doprowadziła do osadzenia na tronie neapolitańskim Ferdynanda I Burbona. Jednak ponowne dojście Napoleona do władzy na 100 dni wywołało ponowne (zdradził w 1814) przejście Murata na jego stronę i zachęciły go do zawalczenia o neapolitański tron.
Bitwa pod Tolentino uważana jest za jedno z pierwszych wydarzeń, które wpłynęły na późniejsze zjednoczenie Włoch.